# Raios e Coriscos
Raios e Coriscos foi um programa televisivo transmitido pela RTP1 de debate de temas da actualidade, conduzido por Manuela Moura Guedes.
O programa constava em duas partes. Na primeira, a apresentadora falava com o convidado especial dessa edição.
Seguia-se depois um debate sobre um tema polémico da época: por exemplo "as seitas". O tema era apresentado por Catarina Portas. No debate intervinha também o convidado. Para além disso surgiam reportagens e os espectadores participavam.

## Curiosidades
Este foi um dos programas mais mostrados pelos Gato Fedorento, na rubrica "Tesourinhos Deprimentes" da série "Diz que é uma Espécie de Magazine" da RTP.